# Didier Hermet
Pour les articles homonymes, voir Hermet.
Pas d'image ? Cliquez ici

a Compétitions nationales et continentales officielles uniquement.

b Matchs officiels uniquement.
Didier Hermet, né le 19 décembre 1949 à Villeneuve-sur-Lot, est un joueur de rugby à XIII.
Grand joueur de Villeneuve-sur-Lot dans les années 1960, 1970 et 1980, il remporte le titre de Championnat de France en 1980 et la Coupe de France en 1979. Il est également l'un des joueurs les plus sélectionnés des années 1970 prenant part entre autres à la Coupe du monde 1975. Il est aussi capitaine du XIII de France pendant la tournée en Australie de 1981.

## Palmarès
- Collectif :
  - Vainqueur du Championnat de France : 1980 (Villeneuve-sur-Lot).
  - Vainqueur de la Coupe de France : 1979 (Villeneuve-sur-Lot).
  - Finaliste du Championnat de France : 1974 et 1981[2] (Villeneuve-sur-Lot).
  - Finaliste de la Coupe de France : 1970 et 1972 (Villeneuve-sur-Lot).